# Шестилучевые губки
Шестилучевы́е гу́бки, или стекля́нные гу́бки (лат. Hexactinellida), — класс беспозвоночных животных из типа губок, включает около 600 видов. Скелет состоит из шестилучевых кремниевых игл (отсюда название); лучи лежат в трёх взаимно перпендикулярных плоскостях, у части игл один или несколько лучей редуцированы. Тело состоит из единого непрерывного синцития. Личинка — трихимелла, которая тоже покрыта слоем синцития и имеет в средней части пояс ресничных клеток.

## Строение

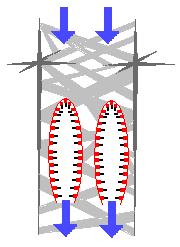
Схема строения синцития стеклянной губки
ток воды
спикулы
основной синцитий
хоаноцитные клетки

Форма тела шестилучевых губок разнообразна: она может быть трубчатой, кубковидной, комковидной, отростчатой или лопастной, с анастомозами или без, но корковые представители не описаны.
Тело стеклянных губок состоит из единого неразрывного синцития, который выглядит как сеть из соединённых друг с другом плоскостей и трубчатых тяжей и содержит тысячи неспособных к делению ядер. Наружный синцитий называется дермальной мембраной и содержит остии. Аналогичный синцитий выстилает атриум (атриальная мембрана). Между собой эти мембраны соединяются синцитиальными тяжами. Между дермальной и атриальной мембранами залегает хоаносома. Трубчатые тяжи расходятся вокруг жгутиковых камер, формируя первичный ретикулум, поддерживающий воротничковые тела разветвлённых хоаноцитов. Почти у всех стеклянных губок от первичного ретикулума ответвляется очень тонкий вторичный ретикулум, располагающийся в полости жгутиковых камер на уровне середины воротничков.
У стеклянных губок нет типичных для клеточных губок хоаноцитов. Хоаноциты стеклянных губок представляют собой ветвящиеся клетки, состоящие из базальной части, в которой расположено ядро, и отходящих от неё выростов, заканчивающихся воротничковыми телами, или хоаномерами. Хоаномеры сходны с апикальной частью типичных хоаноцитов. Воротничковые тела могут быть соединены с ядросодержащим доменом посредством цитоплазматических мостиков, но чаще они соединены особыми межклеточными контактами — пробочными контактами. С помощью таких же контактов связаны мембраны первичного ретикулума и воротничковых тел. Зрелая хоаноцитная клетка содержит одно ядро, но от неё может отходить более трёх столонов, каждый из которых несёт два или три воротничковых тела.
У стеклянных губок с сиконоидным или силлебидным типом организации водоносной системы между хоаносомой и дермальной мембраной залегает периферический трабекулярный ретикулум — небольшая сеть тяжей трубчатого синцития. После проникновения внутрь губки через остии вода попадает в полости, ограниченные этим ретикулумом, и далее доходит до прозопилей жгутиковых камер. Далее, попав в пространство между первичным и вторичным ретикулумами, она проходит между микровиллями воротничков и доходит в жгутиковые камеры. После этого вода выходит в атриальную полость через крупные (диаметром 20—35 мкм) апопили и далее выходит во внешнюю среду. У лейконоидных стеклянных губок к развитому внешнему периферическому ретикулуму добавляется внутренний периферический ретикулум, залегающий между атриальной мембраной и хоаносомой.
Мезохил у стеклянных губок описан только на электронно-микроскопическом уровне на срезах трабекул и пластов синцития. Он имеет вид тонкого волокнистого пласта толщиной 0,05—0,1 мкм и, как предполагается, поддерживает трабекулы. Вероятно, его секретирует сам трабекулярный синцитий, а не свободные клетки. Среди волокон мезохила находятся различные клетки и симбиотические бактерии.
Свободные клетки стеклянных губок представлены склероцитами, археоцитами и клетками с включениями. Склероциты и склеросинцитий участвуют в формировании всех вариантов кремниевых спикул стеклянных губок, однако в большинстве случаев скелетные элементы секретируются синцитием. Образование кремниевых спикул у стеклянных губок, как и у обыкновенных губок, начинается в цитоплазме. Для стеклянных губок типичны трёхосные (или шестилучевые) спикулы — в частности, гексактины, представляющие собой три осевых элемента, пересекающихся под правильными углами. Если какие-то лучи теряются, то образуются пенактины, тетрактины (стаурактины), триактины (тауактины) или диактины, изредка встречаются диактины. Губки со спонгиновыми волокнами, отложениями кальция или бесскелетные губки среди стеклянных губок неизвестны. Кремнезёмные спикулы отмерших стеклянных губок образуют на морском дне войлокоподобный слой отложений толщиной до 2 м.
Археоциты обычно собраны в скопления и представляют собой сферические или округлые клетки диаметром от 3—5 до 8 мкм. Археоциты в скоплениях часто соединяются друг с другом и с трабекулярным синцитием пробочными контактами. Округлая форма археоцитов стеклянных губок указывает на их неподвижность. Вероятно, как и у обыкновенных губок, у стеклянных губок археоциты составляют пул полипотентных клеток. Клетки с включениями представлены отдельными клетками разнообразных типов с включениями разнообразных размеров, их функция неизвестна.
У многих стеклянных губок имеется «корень», представляющий собой длинный пучок моноаксонных игл, закрепляющих губку в илистом субстрате.

## Размножение и развитие

Трихимелльный тип развития. 1 — яйцо, 2, 3 — радиальное дробление, 4 — бластула, 5 — деламинация, 6 — слияние макромеров с образованием трабекулярного синцития, 7 — дифференцировка клеточных типов, 8 — продольный разрез личинки, 9 — внешний вид трихимеллы

Все стеклянные губки живородящие. Дробление полное и равномерное, как у всех губок, но асинхронное, с чертами радиальности. Яйца изолецитальные, олиголецитальные, без признаков поляризации, лишённые специальных питающих клеток. Личинка — трихимелла, характерен трихимелльный тип развития. Принципиальные отличия трихимеллы от паренхимулы заключаются в наличии у трихимеллы в средней части пояса клеток, несущих до 50 ресничек. Вся личинка, в том числе и ресничные клетки, покрыты синцитиальным слоем пинакодермы, причём реснички выходят наружу через отверстия в синцитии. Внутри трихимеллы находятся жгутиковые камеры, образованные безъядерными воротничковыми телами, которые отличаются от таковых у взрослой губки, поскольку не связаны общей цитоплазмой. У трихимелл имеются спикулы стауроактины, отсутствующие у взрослых губок.

## Распространение
Стеклянные губки обитают исключительно в морях на глубинах от 5 м до 6770 м. Большая часть видов обитает на большой глубине, но некоторые представители встречаются на мелководье Антарктики, Британской Колумбии и других районов. В предыдущие эпохи стеклянные губки были распространены более широко, однако впоследствии, судя по всему, были вытеснены обыкновенными губками.

## Взаимоотношения с другими организмами
Представители класса Hexactinellida предоставляют среду обитания для многих одноклеточных и многоклеточных организмов; при этом многоклеточные организмы обычно выступают в качестве комменсалов и поселяются на поверхности тела губки и в её внутренних полостях, не мешая её жизнедеятельности. Так, в семействе креветок Spongicolidae практически все его представители являются облигатными симбионтами глубоководных стеклянных губок (только в роде Microprosthema известны свободноживущие формы). В частности, самец и самка из рода Spongicola поселяются в полости стеклянной губки Euplectella oweni на стадии личинки, а во взрослом состоянии выйти за остов губки уже не могут.

## Классификация
В состав класса стеклянных губок (Hexactinellida) входит около 600 видов (7,3 % от всех описанных видов типа), собранных в 6 отрядов (Amphidiscosida, Aulocalycoida, Fieldingida, Hexactinosida, Lychniscosida, Lyssacinosida), 26 семейств и 166 родов. Выделяют 2 подкласса: Amphidiscophora и Hexasterophora. Названия подклассов связаны с формой микросклер: у представителей Amphidiscophora (содержит первый из перечисленных отрядов) микросклеры представляют собой амфидиски (тонкие стержни, на обоих концах которых расположены венчики из нескольких лопастей), а у губок Hexasterophora (5 оставшихся отрядов) — гексастры (мелкие шестилучевые иголочки, у которых лучи нередко несут на концах разнообразные придатки).

## Использование человеком
Скелеты стеклянных губок, очищенные от органического вещества, используют как украшения и сувениры. Особенно ценится в этом плане губка Корзинка Венеры (Euplectella), скелет которой имеет форму нежного ажурного цилиндра с таким замысловатым строением, что кажется вырезанным рукою искусного мастера (в викторианскую эпоху один экземпляр данной губки был приобретён за весьма значительную по тем временам сумму в 5 гиней — свыше 500 фунтов в переводе на современные деньги). В скелете этой губки выявлено семь иерархических структурных уровней, упорядоченная сборка которых позволяет преодолеть естественную хрупкость стекла и придать скелету значительную механическую прочность.
В Японии издавна существует обычай дарить молодожёнам на свадьбу экземпляр губки Euplectella oweni с находящейся внутри парой симбионтов — креветок вида Spongicola venustus (самцом и самкой, которые попадают внутрь губки личинками, а потом живут в ней всю свою жизнь: выбраться через мелкие поры губки они уже не могут). Такой подарок символизирует нерушимую любовь и супружескую верность в соответствии с высказыванием «Вместе жить, вместе быть похороненными».